# Typhloseiulus peculiaris
Typhloseiulus peculiaris är en spindeldjursart som först beskrevs av Kolodochka 1980.  Typhloseiulus peculiaris ingår i släktet Typhloseiulus och familjen Phytoseiidae. Inga underarter finns listade i Catalogue of Life.